# Aššur-nirari V.
Aššur-nirari V. (auch Aschschur-nirari, Assur-nirari) war König des Assyrischen Reiches in den Jahren um 753–746 v. Chr. (alternative Datierung: 755–745 v. Chr.).
Aššur-nirari V. war der dritte Sohn von Adad-nīrārī III. und folgte seinem Bruder Aššur-dan III. auf dem Thron. Die Königsherrschaft war in Assyrien zu dieser Zeit beschränkt durch den Einfluss mächtiger Adliger wie Šamši-ilu, dem Oberbefehlshaber des Heeres (rab ummani rapši). Normalerweise zog der assyrische König selbst jährlich an der Spitze seiner Truppen in den Krieg; die assyrischen Chroniken berichten aber, Aššur-nirari sei 753–750 v. Chr. „im Lande geblieben“, was als Indiz für seine geschwächte Machtposition gilt. Vermutlich musste Aššur-nirari V. nach dem Aufstand 763–758 v. Chr. erst wieder Ordnung im Lande schaffen. Auch ein angeblich durch einen Feldzug zustande gekommener Vertrag mit dem Kleinkönigreich Bit Agusi und dessen König Mati-ilu aus dem Jahr 754 dürfte eher auf diplomatischen Kontaktaufnahmen als auf einem Krieg beruhen. Allerdings lässt sich aus dem erhaltenen Teil ersehen, dass er für Assur sehr vorteilhaft ausfiel und gegen Urartu gerichtet war. Erst im vierten und fünften Jahr seiner Herrschaft führte Aššur-nirari V. Feldzüge gegen das Land Namri im Zagrosgebiet.
Auf der Stele von Surb Pogos in Van berichtet Sarduri II. von Urarṯu seinem Sieg über Aššur-nirari: „Er [der Gott Ḫaldi] unterwarf Aššur-nirari, Sohn von Adad-nirari, König des Landes Assyrien. Er warf ihn zu Füßen Sarduris.“ Dies belegt einen Zusammenstoß mit Urarṯu um oder kurz nach 754, der Sieg selbst dürfte eher urarṭäisches Wunschdenken sein.
Gegen Ende seiner Regierung soll es zu einer Rebellion in der Hauptstadt Kalḫu gekommen sein, die möglicherweise die Todesursache Aššur-niraris darstellt. Es ist aber nicht ganz klar, ob sein Nachfolger Tiglat-Pileser III. als Usurpator zu gelten hat oder ein Verwandter (Bruder oder Sohn) war, der zum Beispiel den Aufstand niederschlug.